# MNEK

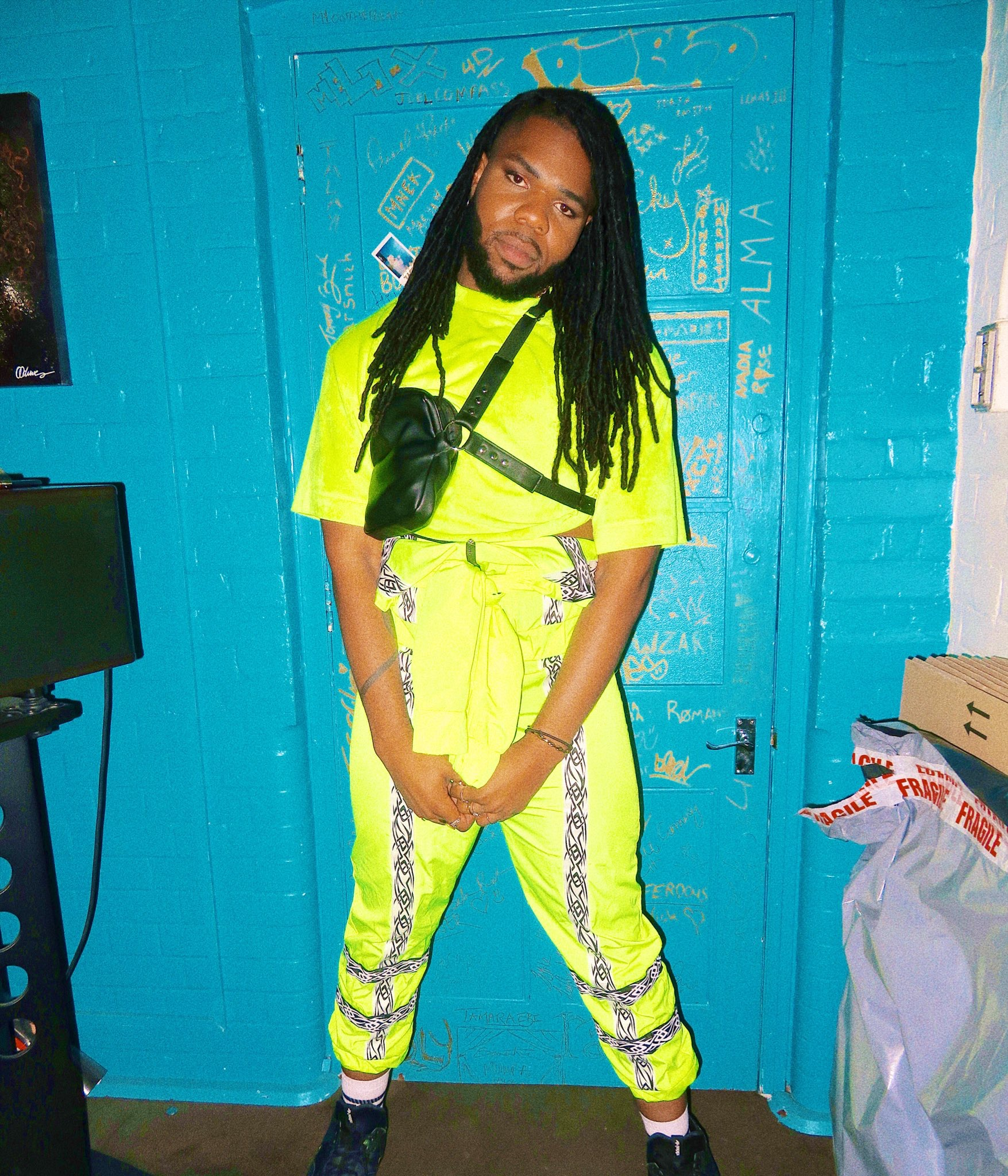
MNEK (2019)

MNEK, richtiger Name Uzoechi Osisioma Emenike (* 9. November 1994 in Lewisham, London), ist ein englischer Songwriter und Produzent.

## Biografie
Mit neun Jahren begann Emenike Musik zu machen und mit 14 Jahren hatte er seinen ersten Plattenvertrag. 2011 bewarb er sich bei Miranda Cooper vom Produktionsteam Xenomania. Sein erster Erfolg dort war die Mitarbeit am Song All Fired Up von den Saturdays, der ein Nummer-drei-Hit in Großbritannien wurde. Weitere Charthits, die mit seiner Beteiligung entstanden, sind Home Run von Misha B und Wanna Go von Maxsta. Als Musiker hatte er die Möglichkeit mit Rudimental oder Sub Focus zusammenzuarbeiten.
Sein bislang größter Erfolg war die Zusammenarbeit mit Duke Dumont und A*M*E beim Nummer-eins-Hit Need U (100%). Für seine Beteiligung erhielt er sogar eine Grammy-Nominierung.
Emenike erstellt zudem Remixes für Künstler wie Duran Duran, Tinie Tempah und Olly Murs und produziert auch eigene Songs. Im Oktober unterschrieb er einen neuen Plattenvertrag mit EMI/Virgin. Bei Sound of 2014 wurde sein Durchbruch als Musiker innerhalb eines Jahres prognostiziert.

## Diskografie
Studioalben
| Jahr | Titel    | Anmerkungen                             |
| ---- | -------- | --------------------------------------- |
| 2018 | Language | Erstveröffentlichung: 7. September 2018 |